# Korg Prophecy
Korg Prophecy — цифровой синтезатор компании Korg, выпускаемый в 1995 году, движок которого поддерживает несколько типов синтеза: виртуально-аналоговый субтрактивный синтез, FM-синтез и редко встречаемое в синтезаторах физическое моделирование звука.

## Обзор
Синтезатор основан на системе синтеза Multi-Oscillator Synthesis System (MOSS), впервые представленную в синтезаторе Korg Prophecy. Помимо стандартных колёс модуляции и высоты тона, модель отличает ленточный X-Y контроллер, с помощью которого можно управлять тембрами во время игры.

## Осцилляторы
В голосе есть 4 осциллятора:
- Осциллятор 1
- Осциллятор 2
- Субосциллятор
- Осциллятор шума

Осцилляторы 1 и 2 поддерживают 7 типов генерации звука — 4 аналогово моделирования и 3 физического моделирования. Субосциллятор генерирует стандартные типы волн. Осциллятор шума состоит из генератора белого шума, многорежимного фильтра без резонанса.

### Standard Oscillator
Классический тип синтеза. Доступны стандартный формы волн: пила, синус, треугольный сигнал, прямоугольный сигнал с ШИМ, белый шум.

### Comb Filter
Сигнал с другого осциллятора или генератора шумах проходит через гребенчатый фильтр. Поддерживается замыкание выхода фильтра на его вход — обратная связь.

### VPM
VPM (Variable Phase Modulation) — название реализации FM-синтеза от компании Korg. Используется 2 оператора — несущий и модулирующий (carrier и modulator). Возможно программирование простых FM-звуков, но сложные звуки не доступны, так как для них требуется 4, 6 или 8 операторов как в Yamaha TX81Z, Yamaha DX7 и Yamaha FS1R соответственно.

### Modulation Osc
Кольцевая модуляция, синхронизация осцилляторов, кросс-модуляция между осциллятором и одной из стандартных форм волн.

### Brass Model
Модель для эмуляции звуков медных духовых инструментов.

### Reed Model
Модель для эмуляции звуков деревянных духовых инструментов.

### Plucked String Model
Модель для эмуляции звуков щипковых струнных инструментов.

## Связанные синтезаторы
- Korg Z1
- Korg OASYS PCI
- Korg Trinity
- Korg Triton
- Korg OASYS[англ.]
- Yamaha DX7